# Bătălia pentru Avdiivka
Bătălia pentru Avdiivka a fost o bătălie rezultata în victoria Rusiei din timpul Invazia Rusiei în Ucraina (2022–prezent), Avdiivka conform unor surse este cel mai fortificat oraș al Ucrainei până la retragerea lor după o lungă bătălie pentru oraș pe 17 februarie 2024 și a capturarea unor sate din apropierea orașului imediat după capturarea orașului de Rusia.

## Istorie
Bătălia pentru Avdiivka a început chiar și de la începutul războiului dintre Rusia și Ucraina la începutul războiului Rusia a atacat pe mai multe fronturi inclusiv lupte mici la Avdiivka . Forțele ruse au reușit să avanseze la nord de  Avdiivka  undeva prin Martie-Aprilie 2022 capturând un sat. Forțele ucrainene la începutul războiului nu aveau așa de multe forțe destule ca să fie sigur că orașul nu va fi luat de ruși , Rusia a continuat să avanseze iar până la urmă au luat satele Troits'ke și Novobahmutivka undeva prin Aprilie-Mai 2022.
De atunci au continuat luptele până în Iunie-Iulie 2022 unde au luat satul Pisky după niște lupte acolo ruși au avansat câtre Vodiane și Optyne . Forțele ruse au reușit să ia controlul asupra satului Novoselivka la nord de Avdiivka, în August 2022, însă forțele ucrainene a reușit să ia controlul asupra satului dar apoi iar a devenit sub control rusesc satul a rămas sub control rusesc până în ziua de azi. Forțele ruse au continuat să  atacurile asupra orașului Avdiivka și a satelor Vodiane și Optyne unde mai apoi au reușit să ia controlul asupra acestor sate undeva prin Noiembrie, 2022 cu controlul acestor sate forțele ruse au intensificat atacurile asupra orașului Avdiivka și altor sate din jur. La începutul lui 2023 ei au luat controlul asupra satelor Vesele , Kamyanka și Krasnohorivka și noi avansuri în jurul orașului Avdiivka. Ucraina a trimis mai multe trupe spre oraș pregătindu-se pentru un atac al Rusiei asupra orașului , între timp Contraofensiva din sudul Ucrainei (2023)a venit iar forțele ucrainene e au reușit să avanseze în apropiere de Optyne și Vesele și Krasnohorivka undeva prin Iunie-Iulie -August,2023 însă undeva prin Octombrie, 2023 forțele ruse au luat controlul asupra pozițiilor pierdute iar au început avansurile în apropiere de orașul Avdiivka unde ofensiva lor a început cu mai multe lupte,bombardamente și ciocniri avansurile au tot continuat iar undeva în  Ianuarie , au reușit să avanseze intrând în zonele industriale ale orașului până în Februarie ei au continuat avansurile până pe 17 februarie când Ucraina a anunțat ca se retrage din oraș iar acum orașul e sub control rusesc. Acuma forțele ruse au continuat să captureze satele din jur luptele continua pana și acum.